# Warren Johansson
Warren Johansson (* 21. Februar 1934 in Philadelphia; † 10. Juni 1994) war ein US-amerikanischer Autor und LGBT-Aktivist.

## Leben
Johansson wurde 1934 als Philip Joseph Wallfield in Philadelphia geboren. Um sich von seiner jüdischen Herkunft zu distanzieren, änderte er seinen Namen. Nach seiner Schulzeit studierte Johansson an der Columbia University in New York. Johansson lernte fast alle modernen europäischen Sprachen sowie Altgriechische Sprache, Latein, Hebräisch und Aramäisch. Er machte seinen Master in Slavistik, promovierte jedoch nicht.
Johansson gehörte zu den Gründungsmitgliedern von Scholarship Committee of the Gay Academic Union. Als Autor schrieb Johansson mehrere Bücher, unter anderem zusammen mit Walter Henry Breen, der 1964 unter dem Pseudonym J. Z. Eglinton das Buch Greek Love veröffentlichte, eine deutsche Übersetzung erschien 1967 unter dem Titel Griechische Liebe.

## Veröffentlichungen (Auswahl)
- mit Wayne Dynes und William Armstrong Percy: Encyclopedia of Homosexuality. 2. Ausgabe, Garland, New York 1990.[1]
- mit William Armstrong Percy: Same-Sex Desire and Love in Greco-Roman Antiquity and in the Classical Tradition of the West. Haworth Press, New York 1994.
- mit William Armstrong Percy: Outing: Shattering the Conspiracy of Silence. Haworth Press, New York 1994.